# حشره‌خوار مریتایم
 حشره‌خوار مریتایم (نام علمی: Sorex maritimensis) نام یک گونه از سرده حشره‌خوارهای دم‌دراز است.